# Antje (morse)
Pour les articles homonymes, voir Antje.

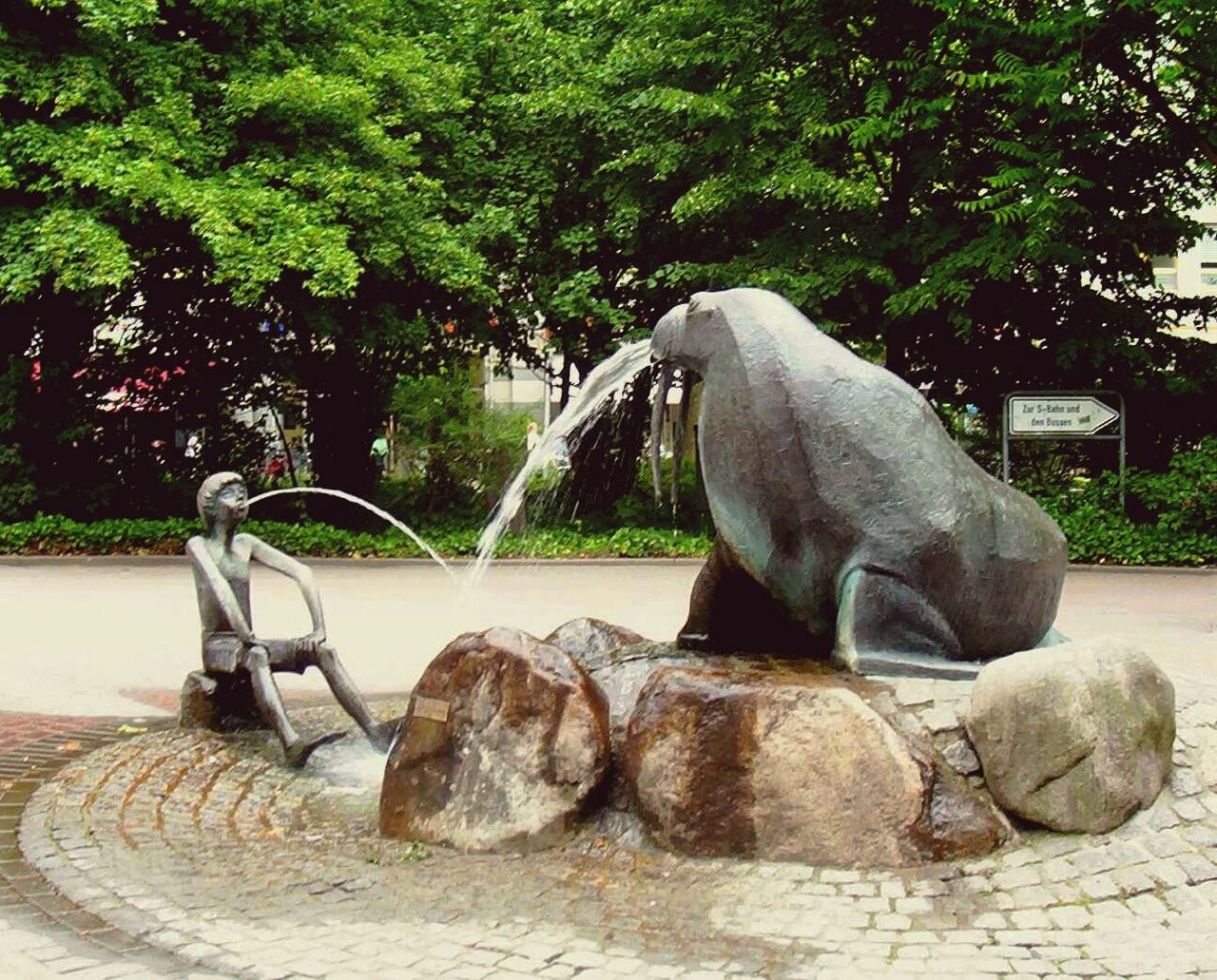
Fontaine à l'effigie de Antje à Poppenbüttel (Hambourg).

Antje (née le 25 mai 1976 — 17 juillet 2003 à Hambourg) était une femelle morse du Pacifique (Odobenus rosmarus divergens) du zoo Tierpark Hagenbeck, et fut longtemps la mascotte de la Norddeutscher Rundfunk (NDR) (il apparaît même quelquefois sur le logo de cette dernière).
Il y eut des rumeurs selon lesquelles Antje était un mâle, confortées par le chef de taxidermie au musée zoologique de l'université de Hambourg, mais les tétines sur le ventre de l'animal ne laissent pas de doute possible.
Une célèbre vidéo diffusé pendant longtemps sur NDR et Erstes Deutsches Fernsehen en tant qu'interlude la montre en train de souffler sur le bord du bassin rempli d'eau du zoo Tierpark Hagenbeck faisant grossir progressivement les trois lettres du logo NDR. Puis l'image se fige sur le logo du diffuseur ainsi que la morse en elle-même.